# Fejervarya cancrivora
Fejervarya cancrivora és una espècie de granota que viu al sud-est d'Àsia (incloent-hi les Filipines).